# 幸せカナコの殺し屋生活
『幸せカナコの殺し屋生活』（しあわせカナコのころしやせいかつ）は、若林稔弥による日本の4コマ漫画作品。

## 概要
星海社が運営するウェブサイト『最前線』のサービス「ツイ4」で2019年4月26日に連載開始。担当の「社会人の人が元気になる漫画」という提案に応える形で連載を開始したところ、作者の想定を上回る反響があった。
同年5月12日に単行本第1巻発売。
2025年2月、DMM TVにてドラマ化された。

## あらすじ
元はOLとして広告代理店で働いていたカナコは、上司からのパワハラに悩み退職を決意。新しい就職先を見つけたはいいものの、いざ面接を受けてみると、ここが殺し屋であるということを知り不安がるが、その優良さに魅了され入社することに。入社テストとして前職の上司の狙撃を言い渡され、人殺しは無理だと躊躇するも程なく狙撃に成功。見事合格し、殺し屋としての生活が始まった。

## 登場人物
西野 カナコ（にしの カナコ）
本作の主人公。前職は一般のOLだったが、ネットゲームで得た知識を糧に仕事をこなす。また、目立たないように生きていたため気配を消すのが得意である。その腕の良さから裏社会では“K”と呼ばれ噂となっている。たびたび動物の名前を組み込んだ独特の言い回しをする。
名前の由来は西野カナ。
桜井（さくらい）
カナコの先輩。元は一般のOLだったカナコを信用しておらず、嫌っているが本心では一人前になることに期待を抱いている様子。名前の由来は桜井和寿。
社長
カナコが働く職場の社長。カナコのことを天才と認めている。既婚。
カナコの母
現在は実家で1人暮らしでカナコのことを気に掛けている。カナコとの電話の様子からカナコが転職したことに気づく。なおカナコの父親は他界しているが、１巻で「お父さんによろしく」という発言があり矛盾している。
吉岡キヨミ
カナコの中学の同級生で、元生徒会長。現在のカナコにとって唯一の友達だがカナコは仕事の内容を明かしていない。名前の由来は吉岡聖恵。
竹原カズオ
刑事。
大森
刑事。
細美タケシ
カナコの引っ越し先の隣人。名前の由来は細美武士。

## 書誌情報
- 若林稔弥『幸せカナコの殺し屋生活』 星海社〈星海社COMICS〉、既刊7巻（2023年3月8日現在）
  1. 2019年5月11日発売[11]、ISBN 978-4-06-515710-7
  2. 2019年10月25日発売[12]、ISBN 978-4-06-517534-7
  3. 2020年4月12日発売[13]、ISBN 978-4-06-519411-9
  4. 2020年10月11日発売[14]、ISBN 978-4-06-521286-8
  5. 2021年4月29日発売[15]、ISBN 978-4-06-523197-5
  6. 2021年11月7日発売[16]、ISBN 978-4-06-525818-7
  7. 2023年3月8日発売[17]、ISBN 978-4-06-527760-7

## 配信ドラマ
2025年2月28日から3月28日までDMM TVにて配信された。全6話。主演はのん。

### キャスト
西野カナコ
演 - のん
桜井
演 - 藤ヶ谷太輔
竹原カズオ
演 - 矢本悠馬
大森
演 - 山崎紘菜
吉岡キヨミ
演 - 菅井友香
ヤクザの組長
演 - 菅田俊
カナコの母親
演 - 木村多江
殺し屋会社の社長
演 - 渡部篤郎
動物たち
声 - 齋藤飛鳥
細美
演 - 塩野瑛久

### スタッフ
- 原作 - 若林稔弥『幸せカナコの殺し屋生活』（星海社COMICS）[4]
- 監督 - 英勉[4]
- エグゼクティブプロデューサー - 久保田哲史
- 制作プロダクション - はちのじ
- 製作 - DMM TV